# Mait Malmsten
Mait Malmsten (Viljandi, 6 september 1972) is een Estische acteur.

## Biografie
Malmsten komt uit een toneelfamilie, want onder meer zijn vader en grootouders acteerden al. Sinds 1993 is hij verbonden aan het nationale theater van Estland, het Estonian Drama Theatre, en een jaar later studeerde hij af aan de Estonian Academy of Music and Theatre in Tallinn.
In 2017 werd de Est in de categorie 'Beste acteur' genomineerd voor een Estonian Film and TV Award (EFTA) met zijn rol in de televisieserie ENSV: Eesti Nõukogude Sotsialistlik Vabariik, waarna hij in 2018 de prijs ook daadwerkelijk won. In 2023 won hij de prijs nogmaals. Ditmaal met zijn rol in de film Kalev.
Samen met actrice Harriet Toompere heeft Malmsten twee zoons, die ook acteren.

## Filmografie (selectie)
| Jaar        | Titel                                             | Rol                   | Type productie | Opmerkingen     |
| ----------- | ------------------------------------------------- | --------------------- | -------------- | --------------- |
| 1994        | Jüri Rumm                                         | Bursh                 | Film           |                 |
| 1995        | Wikmani poisid                                    | Jaak Sirkel           | Televisieserie | 12 afleveringen |
| 2002        | Agent Sinikael (Agent Wild Duck)                  | Hans                  | Film           |                 |
| 2006        | Leiutajateküla Lotte (Lotte from Gadgetville)     | Jaak (Stem)           | Film           |                 |
| 2006 - 2009 | Kelgukoerad                                       | Kõsta                 | Televisieserie | 84 afleveringen |
| 2007        | Jan Uuspõld läheb Tartusse (186 Kilometres)       | Zichzelf              | Film           |                 |
| 2008        | Detsembrikuumus (December Heat)                   | Jaan                  | Film           |                 |
| 2010 - 2012 | ENSV: Eesti Nõukogude Sotsialistlik Vabariik      | Ats Aavik             | Televisieserie | 31 afleveringen |
| 2015        | 1944                                              | Overheidsfunctionaris | Film           |                 |
| 2016        | Senekos diena (Seneca's Day)                      | Vakare's vader        | Film           |                 |
| 2016        | Klassikokkutulek (Class Reunion)                  | Mart                  | Film           |                 |
| 2018        | Võta või jäta (Take It or Leave It )              | Baas                  | Film           |                 |
| 2022        | Apteeker Melchior (Melchior the Apothecary)       | Rode                  | Film           |                 |
| 2022        | Kalev                                             | Jaak Salumets         | Film           |                 |
| 2022        | Kes tappis Otto Mülleri? (Who Shot Otto Mueller?) | Oskar                 | Televisieserie | 8 afleveringen  |